# Xenisthmus semicinctus
Xenisthmus semicinctus är en fiskart som beskrevs av Gill och Douglass Fielding Hoese 2004. Xenisthmus semicinctus ingår i släktet Xenisthmus och familjen Xenisthmidae. Inga underarter finns listade i Catalogue of Life.